# أكينجيدي إيدو
أكينجيدي إيدو (بالإنجليزية: Akinjide Idowu)‏ (9 سبتمبر 1996 بكانو في نيجيريا - ) هو لاعب كرة قدم نيجيري في مركز الوسط.

## روابط خارجية
- أكينجيدي إيدو على موقع قاعدة بيانات كرة القدم.إي يو (الإنجليزية)
- أكينجيدي إيدو على موقع Soccerway.com (الإنجليزية)
- أكينجيدي إيدو على موقع عالم كرة القدم.نت (الإنجليزية)